# Itaúna
Itaúna este un oraș în Minas Gerais (MG), Brazilia.